# Кислов, Григорий Яковлевич
Григо́рий Я́ковлевич Кисло́в (1886—1920) — русский и донской генерал, участник Белого движения на Юге России.

## Биография

### Образование, довоенная служба
Казак станицы Богоявленской Области Войска Донского. Окончил окружное училище и Новочеркасское казачье училище (1907). 2 августа 1907 года выпущен хорунжим в 7-й Донской казачий войскового атамана Денисова полк. Позже состоял в комплекте Донских казачьих полков. Сотник (старшинство с 24.03.1910).
В 1914 году окончил Императорскую Николаевскую военную академию по 1-му разряду. Приказом по Генеральному штабу № 12 за 1914 год был прикомандирован к штабу Одесского военного округа для испытания. Штабс-капитан (24.03.1914).

### Участие в Первой мировой войне
С 22 марта 1915 старший адъютант штаба 62-й пехотной дивизии (на 3 января 1917 в должности). На 3 января 1917 капитан. 30 июля 1917 года старшинство в чине капитана было установлено с 10.04.1913. Подполковник (15.08.1917). С 16 октября 1917 исполняющий должность начальника штаба 1-й Сибирской стрелковой дивизии.

### Участие в Гражданской войне
С 31 декабря 1917 по 13 февраля 1918 штаб-офицер для поручений при донском походном атамане. С 6 апреля 1918 штаб-офицер для поручений 1-го Донского округа. С 4 мая 1918, на 26 июня и 20 ноября 1918 генерал-квартирмейстер войскового штаба Всевеликого Войска Донского. Полковник (14.08.1918).
В 1919—1920 гг. на должности 1-го генерал-квартирмейстера штаба Донской армии. Составил «Особый доклад», поданный генералу Сидорину 8 августа 1919, в котором предложил перемешать добровольческие и казачьи части. Генерал-майор (10.10.1919).
С 25 марта по 6 апреля 1920 года занимал должность генерал-квартирмейстера Донского корпуса Русской армии (Врангеля). 5 (18) апреля 1920 года вместе с начальником штаба корпуса генерал-лейтенантом Кельчевским и командующим Донским корпусом генерал-лейтенантом Сидориным был снят с должности Врангелем и назначен в резерв чинов штаба Донского корпуса. В июле—октябре 1920 года был прикомандирован к штабу ВВД.
В ноябре 1920 года отказавшись от эвакуации, остался в Крыму. Был арестован и по постановлению чрезвычайной тройки особого отдела ВЧК при РВС 4-й армии и Крыма от 7 декабря 1920 года в составе председателя В. Н. Манцева, членов Гусина и Васюкова расстрелян в Симферополе.

## Награды
- орден Святого Владимира 4-й степени с мечами и бантом (25.05.1915)
- орден Святой Анны 2-й степени с мечами (11.12.1916)
- орден Святой Анны 3-й степени с мечами и бантом
- орден Святого Станислава 3-й степени с мечами и бантом (08.05.1914)[2][6]